# Peruvian National Women's Council
Peruvian National Women's Council är en förening för kvinnors rättigheter i Peru, grundad 1923.
Den bildades av María Jesús Alvarado Rivera, ordförande för Evolución Femenina, på uppmaning av Carrie Chapman Catt. Föreningen skulle fungera som paraplyorganisation för Perus kvinnoföreningar. Den ledde kvinnorörelsen i Peru från 1923 till införandet av kvinnlig rösträtt 1955. Kvinnorörelsen var i själva verket ytterst blygsam under denna period sedan Evolución Femeninas verksamhet hade väckt stor opposition, och kvinnlig rösträtt infördes 1955 oberoende av kvinnorörelsen.